# 多瑙斯特雷達足球俱樂部
多瑙斯特雷達足球俱樂部（DAC 1904 Dunajská Streda）是斯洛伐克的一家足球俱樂部。主場位於多瑙斯特雷達。球隊是2007–08賽季斯洛伐克乙級足球聯賽西區的冠軍，并因此升入2008–09賽季的斯洛伐克足球超級聯賽。
由于位于斯洛伐克少数民族匈牙利族聚集区，多瑙斯特雷达队的助威者常常打出匈牙利语标语，球队中也常有匈牙利族球员。

## 荣誉

### 国内
斯洛伐克
- 斯洛伐克足球超级联赛 (1993–)
  -  亚军 (4): 2018–19, 2020–21, 2022–23, 2023–24
- 斯洛伐克杯 (1961–)
  -  冠军 (1): 1987
  -  亚军 (2): 1992–93, 1994–95
- 斯洛伐克足球乙级联赛 (1993–)
  -  冠军 (2): 1998–99, 2012–13

 捷克斯洛伐克
- 捷克斯洛伐克杯 (1961–93)
  -  冠军 (1): 1987

## 外部連結
- Official website （斯洛伐克文）（匈牙利文）（英文）
- Official fansite